# PediaPress
PediaPress GmbHとはドイツ、マインツにあるソフトウェア開発、オンデマンド印刷企業である。ブレインドット・テクノロジーズAGの100%子会社。
ウェブ上でユーザーから印刷の注文を受けるウェブトゥプリント技術などでウィキのコンテンツサービスを提供している。PCWorldドイツ版によると課金は最初の100ページまで8ユーロ、以降100ページごと3ユーロという。
2007年12月のPediaPressとウィキメディア財団との業務提携により、ウィキペディアの記事のサイドバーにある「ブックの新規作成」ボタンからオンデマンド印刷サービスにアクセスできる。製本はライトニングソース（イングラムインダストリーズの子会社）に委託、またウィキメディア財団に売り上げの10%を納める契約だった。

## 事業内容

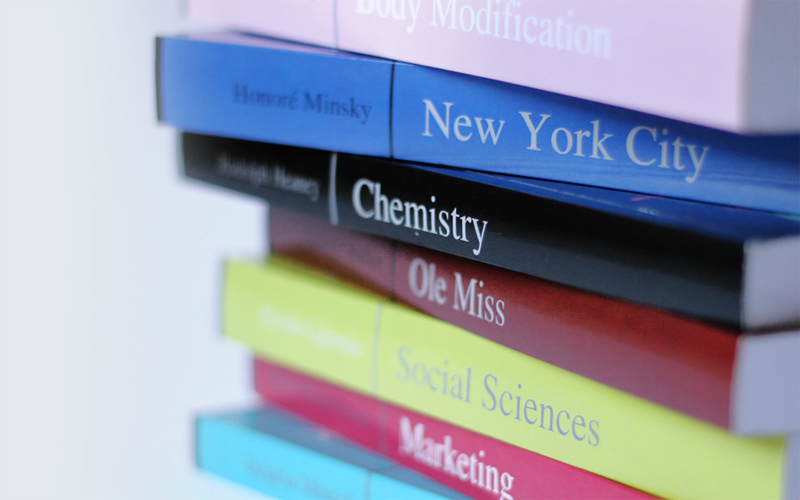

- オンデマンド印刷
- 逐次刊行物と単行本

### この事業とウィキペディア
- Wiki-go-printable[9] - ウィキメディア財団
  - Open Society Institute
  - Commonwealth of Learning [10]
  - ウィキペディア
  - ウィキブックス
  - メディアウィキのコミュニティ
  - オープンソースソフトウェア

### 目標
- オープン教育リソース

## 同様の事業
- Zenodot

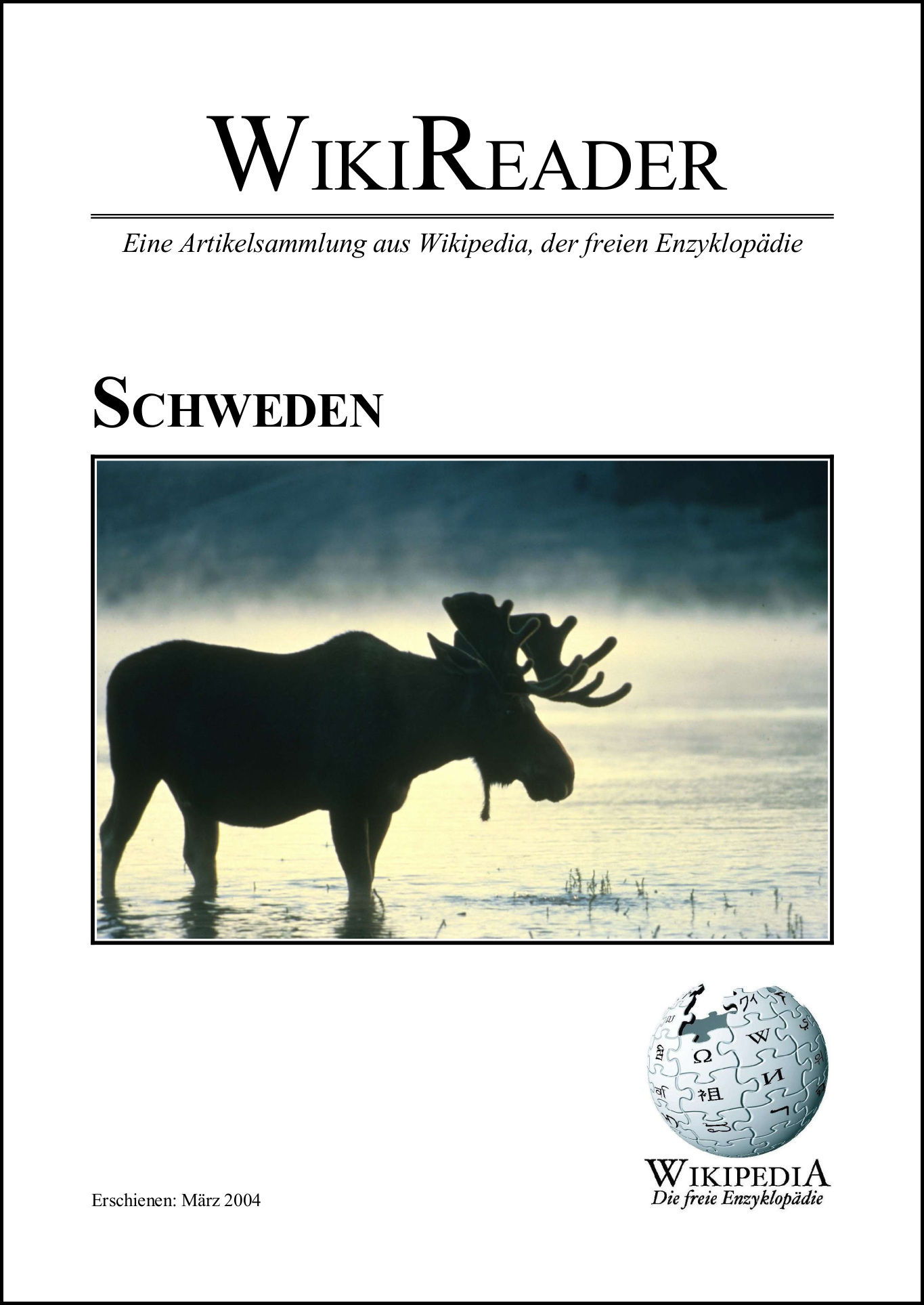

- de:Wissen Media Verlags Das Wikipedia-Lexikon in einem Band[11]